# Maika Hamano
Maika Hamano (japanska: 浜野 まいか, Hamano Maika), född 9 maj 2004 i Takaishi, är en japansk professionell fotbollsspelare som spelar som forward för Chelsea.
Hamano debuterade för klubben INAC Kobe Leonessa i japanska WE League den 12 september 2021 i en 5–0-seger mot Omiya Ardija Ventus. Hon skrev på för brittiska Chelsea den 13 januari 2023, men lånades direkt ut till Hammarby IF. I VM 2023 var hon uttagen till Japans landslag, men fick på grund av en axelskada endast hoppa in i den sista matchen mot Sverige, då man förlorade och slogs ut. Efter VM lämnade hon Hammarby och återvände till Chelsea.
I U20-VM 2022 utsågs Hamano till turneringens bästa spelare. Japan slutade tvåa i turneringen efter att ha förlorat finalen mot Spanien.